# Mutterer Alm
Die Mutterer Alm ist eine Alm im Tiroler Inntal und Ortsteil der Gemeinde Mutters im Bezirk Innsbruck-Land. Auf der Alm befindet sich das neugebaute Mutterer-Alm-Restaurant.

## Wege und Touren

### Nachbarhütten
- Adolf-Pichler-Hütte (1977 m)
- Schlicker Alm (1616 m)
- Götzner Alm (1542 m, 30 Minuten)
- Nockhof (1264 m)
- Birgitzköpflhütte (2037 m, 70 Minuten)
- Birgitzer Alm (1808 m)

### Touren
Die Hütte kann Ausgangspunkt für folgende Touren sein:
- Hoadl (2340 m)
- Saile (Nockspitze) (2403 m)
- Ampferstein (2556 m)
- Marchreisenspitze (2620 m)
- Pfriemeswand (2103 m)
- Spitzmandl (2206 m)
- Birgitzköpfl (1982 m)

## Wintersport
1953 wurde ein Lift errichtet, der bis 2000 in Betrieb war und im Jänner 2006 durch eine Kabinen-Einseilumlaufbahn ersetzt wurde. Sie führt in das Schigebiet der Muttereralmbahn. Weitere Lifte ergänzen das Skigebiet.
Im Winter gibt es zwei Rodelbahnen in diesem Bereich. Die Familienrodelbahn führt von der Bergstation bis zur Mittelstation und ist perfekt für Familien mit Kindern geeignet. Im oberen Teil verläuft die Rodelbahn entlang der Seilbahntrasse, dann fährt man auf einer Forststraße in 4 Spitzkehren zur Abzweigung Nockhof. Unterhalb vom Nockhof ist rodeln verboten.
Wer bis zur Talstation nach unten rodeln will, muss die Mutterer Alm - Sportrodelbahn wählen oder wiederum mit der Gondel ins Tal fahren.

## Sommersport
Die Muttereralm beherbergt den Bikepark Innsbruck und ist auch ein ideales Ausflugsziel für Familien. Einfache Wanderungen, zahlreiche kindgerechte Attraktionen und rasanter Spaß mit Mountain Carts warten in unmittelbarer Nähe zum Bergrestaurant. Dort führt seit 2014 eine ca. fünf Kilometer lange Strecke zur Talstation.
Wer eine längere Tour plant, startet von hier zum Beispiel auf die Nockspitze, zur Birgitzer Alm oder zum Birgitzköpflhaus. Mountainbiker, die nicht nur die Trails des Bikeparks befahren möchten, starten hier etwa auf die Götzner Alm und in die Berge ringsum.